# Norma Croker
Norma Croker (Brisbane, 11 de septiembre de 1934-Brisbane, 21 de agosto de 2019) fue una atleta australiana, especializada en pruebas de velocidad que consiguió su mayor éxito deportivo en la prueba de 4 x 100 m en la que llegó a ser campeona olímpica en 1956.

## Carrera deportiva
En los Juegos Olímpicos de Melbourne 1956 ganó la medalla de oro siendo parte del equipo australiano en los relevos 4 x 100 metros, con un tiempo de 44.5 segundos que fue récord del mundo, llegando por delante de los equipos del Reino Unido y Estados Unidos que consiguieron las medallas de plata y bronce respectivamente. Sus compañeras de equipo en la prueba fueron: Betty Cuthbert, Fleur Mellor y Shirley Strickland de la Hunty.